# جغراگنج‌بازی
جُغراگنج‌بازی (انگلیسی: Geocaching) یک فعالیت تفریحی در فضای باز است که شرکت‌کنندگان در آن با استفاده از یک دستگاه جی‌پی‌اس یا دستگاه هوشمند یا سایر فنون ناوبری، چیزهایی را پنهان می‌کنند و سایر شرکت‌کنندگان به دنبال یافتن آن در یک مختصات جغرافیایی مشخص می‌روند. به این اشیای پنهان اصطلاحاً جُغراگنج (geocache) یا «گنجواره» گفته می‌شود.
گنجوارهٔ معمولی، یک جعبهٔ ضدآب کوچک است که در آن یک دفترچهٔ رخدادنگاری و گاهی یک قلم یا مداد وجود دارد. جُغراگنج‌باز (بازیکن) نام ثبت‌شدهٔ خود را به همراه تاریخ در دفتر ثبت می‌کند تا ثابت کند که گنجواره را یافته‌است. سپس گنجواره را دقیقاً در همان محل قرار می‌دهد. در جعبه‌های بزرگتر معمولاً چیزهایی که ارزش مادی زیادی ندارند به‌عنوان جایزه قرار می‌دهند مانند سکه، آینه، شانه، چاقو، فندک، تسبیح، نقشه و… و بازیکن می‌تواند آن‌ها را برای خود بردارد و چیزهای دیگری جای آن بگذارد.
جغراگنج‌بازی شباهت‌هایی با جهت‌یابی، benchmarking،‏ trigpointing, treasure-hunting، letterboxing، ‏waymarking و Munzee دارد.